# 雷涅斯
雷涅斯（法語：Reyniès，法語發音：[ʁɛnjɛs]）是法国奥克西塔尼大区塔恩-加龙省的一个市镇，属于蒙托邦区。

## 地理
雷涅斯（43°55'2"N, 1°23'54"E）面积9.94 平方千米，位于法国奧克西塔尼大區塔恩-加龙省，该省份为法国西南部内陆省份，北起顺时针与洛特省、阿韦龙省、塔恩省、上加龙省、热尔省和洛特-加龙省接壤。
与雷涅斯接壤的市镇（或旧市镇、城区）包括：科尔巴里约、诺伊克、奥尔格伊、圣诺法里、维勒布吕米耶。

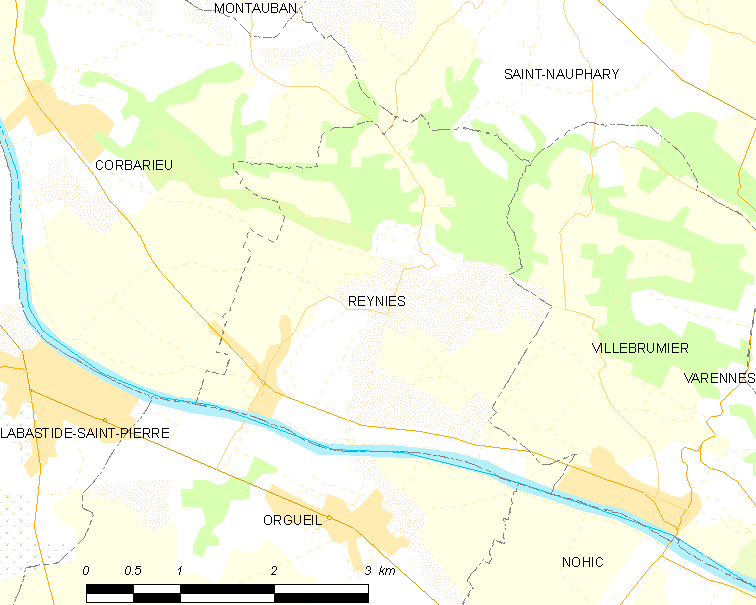
雷涅斯的OSM定位图

雷涅斯的时区为UTC+01:00、UTC+02:00（夏令时）。

## 行政
雷涅斯的邮政编码为82370，INSEE市镇编码为82150。

## 政治
雷涅斯所属的省级选区为塔恩-泰斯库-绿色凯尔西县。

## 人口

1962-2008年间雷涅斯人口变化图示

雷涅斯于2022年1月1日时的人口数量为878人。